# Peter Hook
 (mars 2021).
Si vous disposez d'ouvrages ou d'articles de référence ou si vous connaissez des sites web de qualité traitant du thème abordé ici, merci de compléter l'article en donnant les références utiles à sa vérifiabilité et en les liant à la section « Notes et références ».
Pour les articles homonymes, voir Hook.
Peter Hook dit « Hooky » [ˈpiːtə hʊk], né le 13 février 1956, est un musicien anglais, bassiste. Il est connu pour être bassiste et fondateur du groupe cold wave Joy Division. À la suite du suicide du chanteur Ian Curtis le 18 mai 1980, il forme New Order avec le reste de Joy Division : Stephen Morris à la batterie et Bernard Sumner au chant, guitare et claviers. Gillian Gilbert les rejoindra peu après à la guitare et aux claviers.

## Biographie
Au sein de Joy Division, ses lignes de basse qui constituent souvent la structure même des titres du groupe, comprennent des notes beaucoup plus aigües que la plupart des bassistes de la même période. Après une première expérience sans suite au début des années 1990 avec le groupe Revenge, il fonde pour deux albums le groupe Monaco, auteur notamment du single What Do You Want from Me? sorti en 1997. Il quitte New Order en 2006, créé le groupe Freebass (en), qui comprend trois bassistes. Après un premier album paru en 2010, sans grand écho, le groupe se sépare.
Depuis le milieu des années 2000, il est aussi DJ. En novembre 2010, accompagné de trois autres musiciens dont son fils Jack, il reprend sur scène le premier album de Joy Division, Unknown Pleasures, attaché à la mémoire de son groupe initial et de son chanteur Ian Curtis.
À Manchester, il gère un club musical dans l'esprit de l'Haçienda de Factory Records, club mythique des années 1980 et 1990.
Depuis 2013, avec The Light, il entreprend une tournée européenne depuis 2014, et reprend chronologiquement les albums, en intégralité, de Joy Division et New Order. Un album live est enregistré à l'Apollo Theatre de Manchester le 16 septembre 2016, intitulé Substance: The Albums Of Joy Division & New Order.

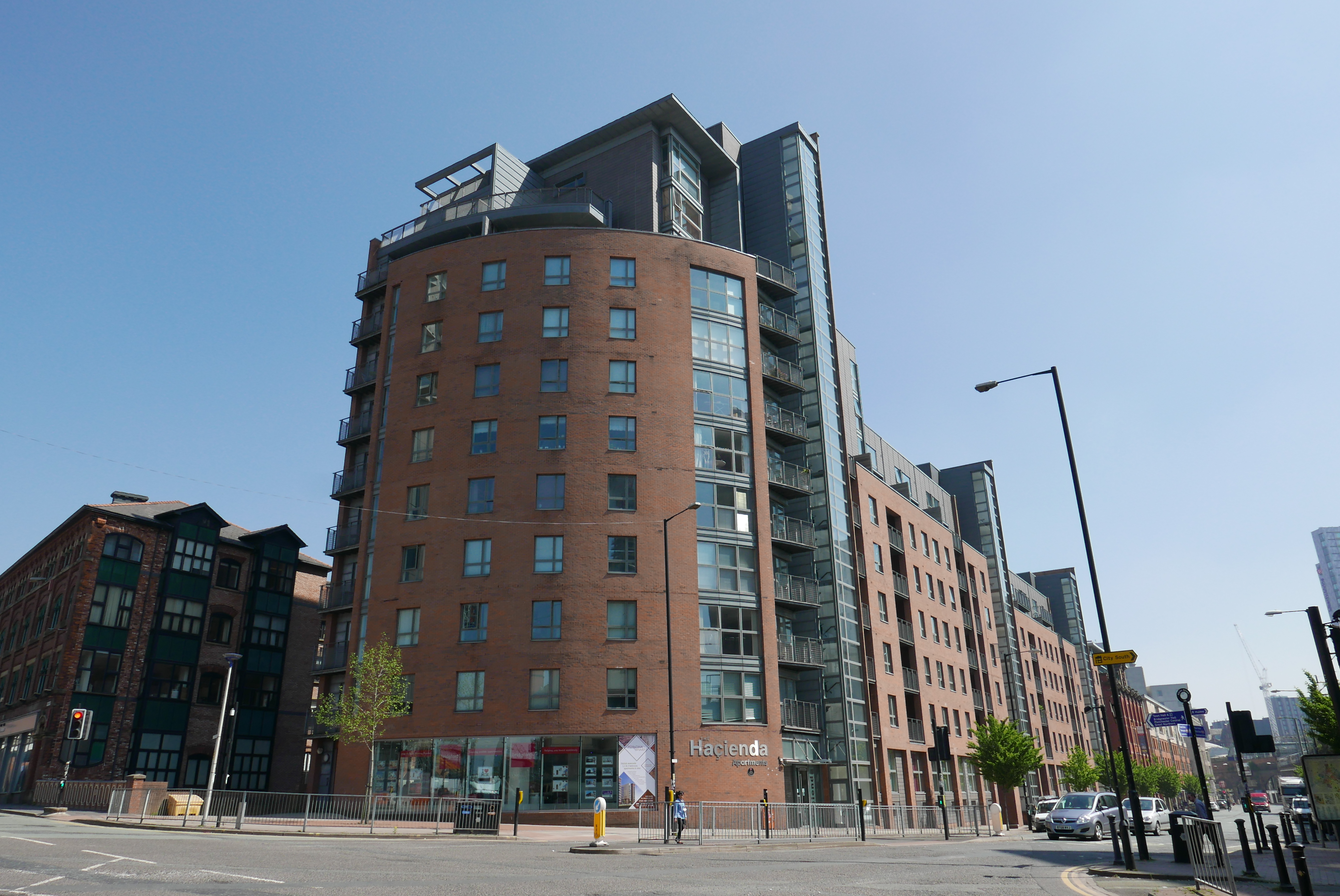
Emplacement de l'ancienne discothèque l'Hacienda, démolie et remplacée par des appartements.
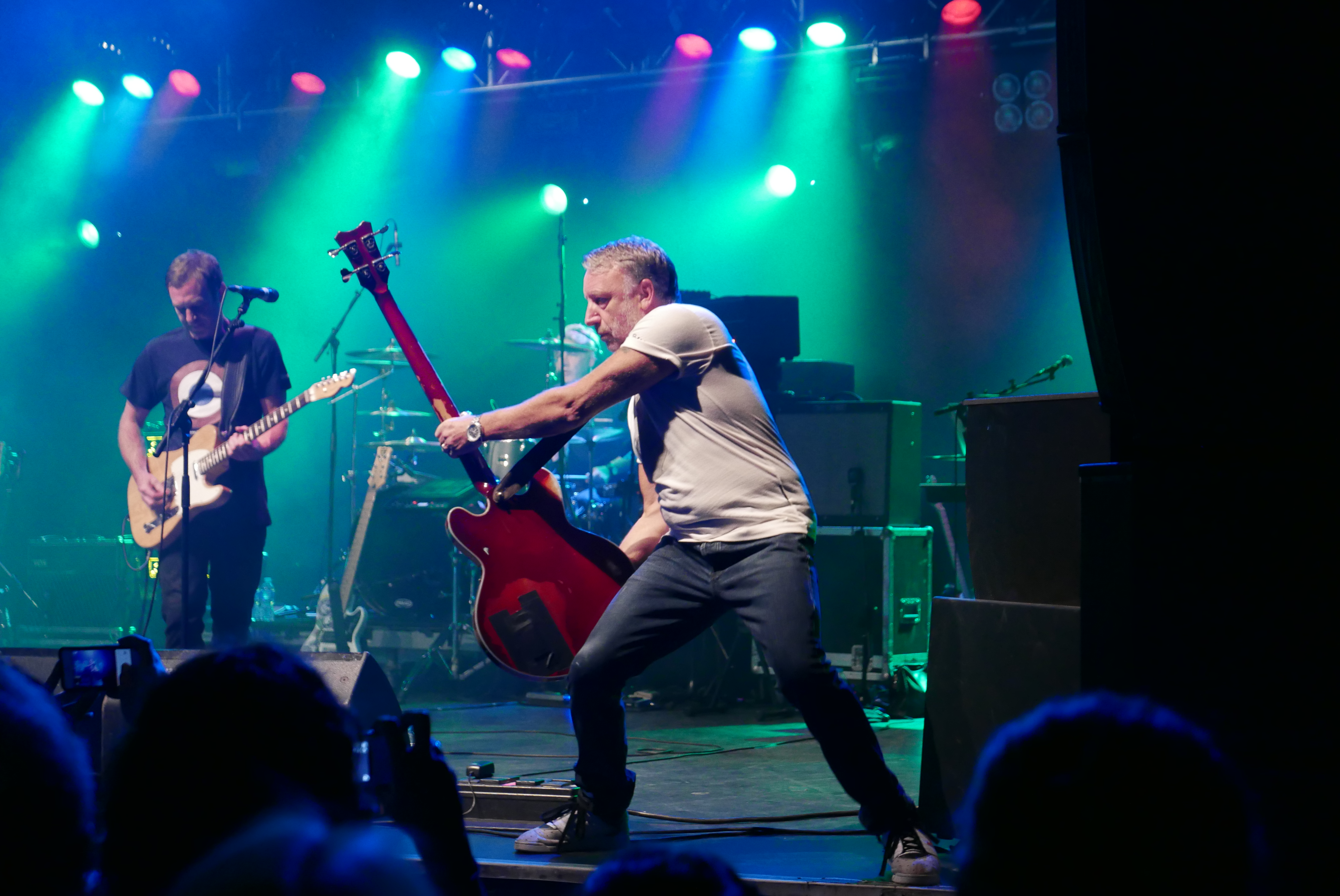
Concert de Peter Hook and the Light au O₂ Forum de Londres, en 2016.
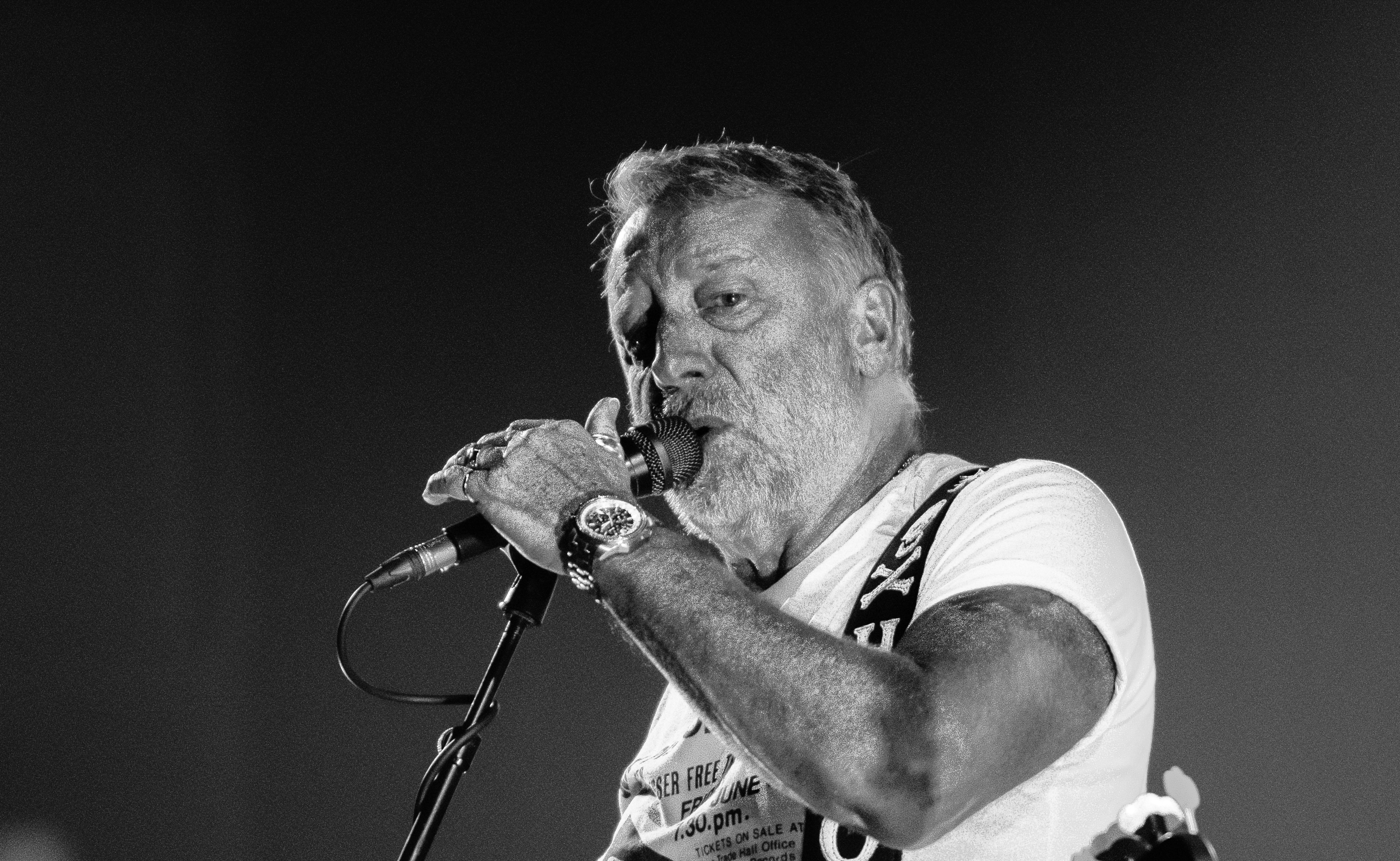
Peter Hook en 2019 au Stereolux de Nantes.
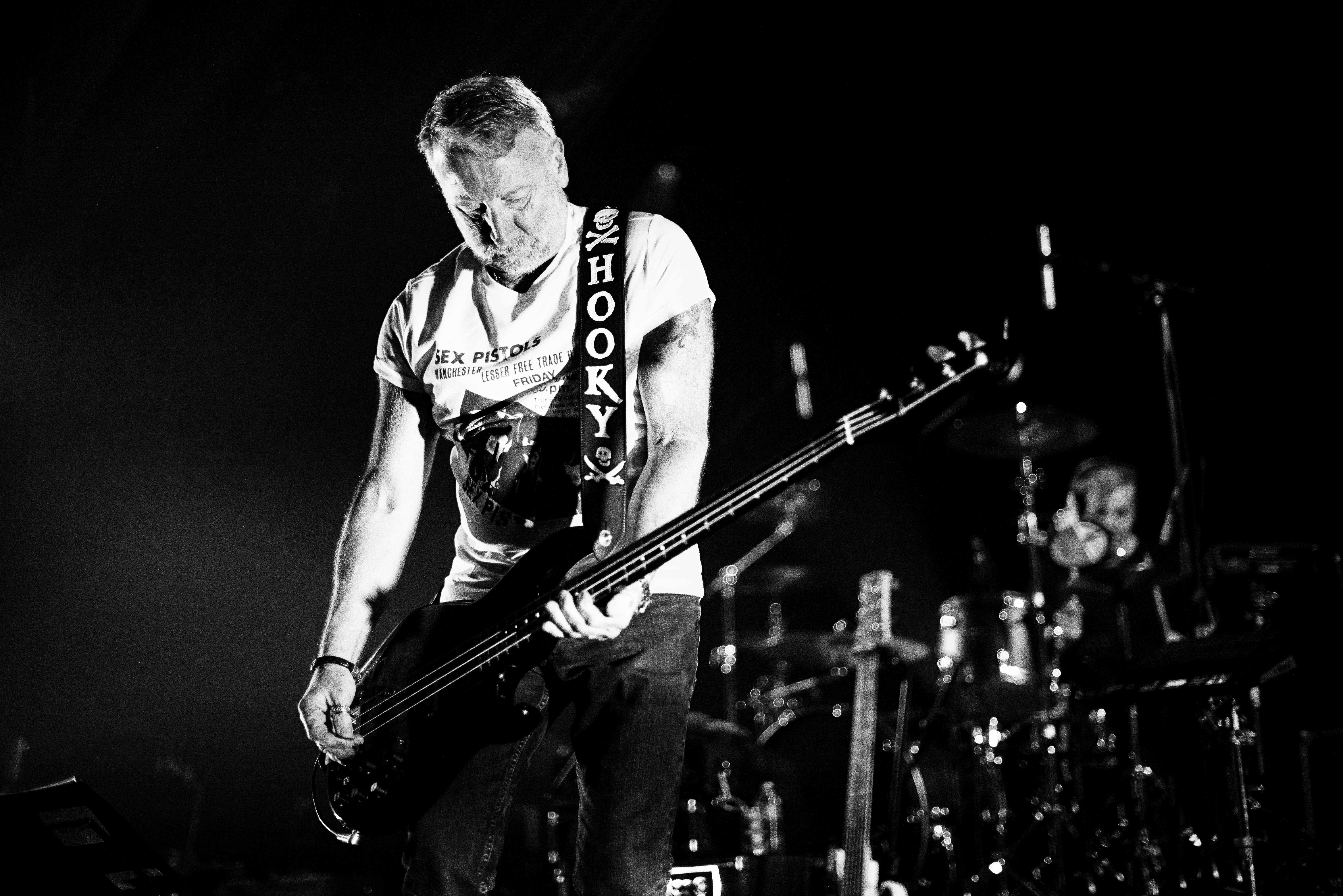
Peter Hook en 2019 au Stereolux de Nantes.

## Discographie
- Pour la discographie de Peter Hook avec Joy Division puis New Order, voir les articles correspondants.
- 2016 : The Light : Substance: The Albums Of Joy Division & New Order (album live).
- 2021 : K÷93, avec Jaz Coleman et Geordie Walker, de Killing Joke (maxi 45 tours limité à 2 000 exemplaires) : première sortie officielle d'un enregistrement réalisé au début des années 1980 et égaré depuis : une copie des bandes, conservée par un fan, a été retrouvée en novembre 2020[2].

## Livres
- Peter Hook, The Hacienda: How Not to Run a Club, UK, Simon & Schuster, 2010, 368pp (ISBN 978-1847391773)

- Peter Hook, Unknown Pleasures: Inside Joy Division, UK, Simon & Schuster, 2012, 336pp (ISBN 978-0857202154)

- Peter Hook, Substance: Inside New Order, UK, Simon & Schuster, 2016, 768pp (ISBN 978-1471132407)